# Emőd
Emőd es una ciudad muy pequeña en el condado de Borsod-Abaúj-Zemplén, en el norte de Hungría, a 25 kilómetros de la capital del condado, Miskolc.

## Historia
La zona ha estado habitada desde la conquista de Hungría. Su nombre proviene de un antiguo nombre de pila húngaro. La ciudad fue mencionada por primera vez por un notario anónimo de Béla III. Emőd ha sido una zona vinícola desde el siglo XIV. En 1882 fue incendiada, pero posteriormente reconstruida. En 1872 fue degradada a aldea, y su estatus de ciudad se restableció el 19 de agosto de 2001.
Antes de la Segunda Guerra Mundial, había una comunidad judía en Emőd. En su apogeo, la comunidad llegó a contar con 123 judíos, la mayoría de los cuales fueron asesinados por los nazis durante el Holocausto.